# 星毛鹅掌柴
星毛鹅掌柴（学名：Schefflera minutistellata）是五加科鹅掌柴属的植物，是中国的特有植物。分布于中国大陆的广东、云南、江西、广西、贵州、福建、湖南等地，生长于海拔1,000米至1,800米的地区，多生于山地密林及疏林中。

## 别名
微星毛鸭母树（福建师范学院学报）、小星鸭脚木（广西植物名录）、鸭麻木（广东土名）